# ژرژ-آنری آلبر
ژرژ-آنری آلبر (فرانسوی: Georges-Henri Albert‎؛ 1885 – نامشخص) بازیکن فوتبال اهل فرانسه بود.
وی همچنین در تیم ملی فوتبال فرانسه بازی کرده‌است.